# Paramendax attenuatispira
Paramendax attenuatispira is een slakkensoort uit de familie van de Newtoniellidae. De wetenschappelijke naam van de soort is voor het eerst geldig gepubliceerd in 1937 door A. W. B. Powell.